# Herdenkingsboom Groot Gaesbeker Gilde
De Herdenkingsboom van het Gaasbeker Gilde op de hoek Lange Brinkweg/Grote Melmweg is een gemeentelijk monument in Soest in de provincie Utrecht.
De lindeboom staat op een vluchtheuvel van de kruising Lange Brinkweg/Grote Melmweg. Om de boom is een hek geplaatst met aan de zijde van de Oude Brinkweg daarin de letters GGG (Groot Gaesbeker Gilde). Dit nog bestaande Groot Gaesbeeker Gilde of Sint Aechten Schuttersgilde werd opgericht in 1430. In dat jaar kreeg het gilde de eerste statuten van een van de Heren van Gaesbeek of Abcoude. Deze heren voerden meer dan 135 jaar het bestuur over Soest.

## Teerdag
Een vorige gildeboom stond tot 1898 vlak bij Herberg De Swaen. Nadat het elzenhout dat op de landerijen van het Gilde werd gekapt was verkocht, werd op de 'teerdag' om de gildeboom gedanst. Mogelijk is het het dansen om de gildeboom een overblijfsel is uit tijden en te vergelijken met de meiboomviering in verschillende delen van Nederland. De Soester gildeboom stond op verschillende plaatsen. In 1927, vlak voor de aanleg van de spoorlijn, werd voor de laatste maal geteerd en gedanst om de oude gildeboom. Na de aanleg van de spoorlijn Baarn-Utrecht is deze Gildeboom verplaatst.
Tijdens dit teren trokken de gildeleden naar de gildeboom voor vertier. Zo werden er toneelstukken opgevoerd, en was er tijd voor zang en dans. Daarvan is het gildelied Babyloontje overgebleven. Dit lied kwam voor in een uitvoering van het spel Pyramus en Thisbe. Onderwerp van dit lied is de jonge, niet door de familie begrepen liefde. Babyloontje werd bij het dansen om de gildeboom gezongen als teken van verbondenheid.
Babyloontje
Een Babyloontje, vol van verstande
Vóór er de zon en de maan onderging
Hier is mijn vinger, daar is mijn duim
Vingerling en duimeling
‘k Wou, dat ik bij mijn liefje sting
Waar zal ze wezen
Die schoonste uitgelezen
Waar zal ze zijn
Die allerliefste van mijn.
Bij de laatste keren dat tijdens het Teerjaar het dansen om de gildeboom onderdeel uitmaakte van het programma, werd ook de Soester Boerendansgroep betrokken. Deze groep brengt nog steeds liedjes die in Soest eeuwenlang gezongen werden, ten gehore tijdens het dansen in traditionele Soester boerenkleding.